# MBC 일일 드라마
|  | 이 문단은 아래 작품 리스트 중 #일일 드라마 5 (메인)을 기준으로 설명하고 있습니다. |

MBC 일일 드라마는 MBC TV에서 매주 월요일부터 수요일, 금요일 오후 7시 5분, 목요일 오후 7시 10분에 방송 중인 드라마 프로그램이다.

## 개요
연속극 드라마 형식으로 방송 중이다.
1969년 8월 8일 MBC TV가 본격적으로 정규 방송이 시작된 이후 1969년 8월 11일에 첫 방송된 《사랑하는 갈대》(#일일 드라마 5 (메인))가 최초의 드라마이며 이때는 TV 연속 소설이란 타이틀을 썼다. 1969년부터 1970년에 방송되었던 일일 연속극 《개구리 남편》은 MBC TV가 개국 초기였음에도 높은 시청률을 기록하여 연장 끝에 한국 드라마 사상 최초로 100회가 방영된 일일 드라마로 기록됐으며 신문의 TV 프로그램 안내와 방영 기간 대비 방영 횟수가 100회인 것으로 보아 당시에는 일일 연속극이 토요일까지 주 6일 방영된 것으로 추측된다. 《강변 살자》가 끝나자 매주 1편만 하던 것을 1970년 6월 1일부터는 기존 오후 9시 55분에 하던 것을 오후 9시 40분으로 시간을 당기고 오후 8시 10분에 1편을 신설하여 매주 2편으로 늘렸다. 이후 TBC TV 드라마 프로그램이 엄청난 인기로 인해 시청률면에서 고전을 면치 못 하다가 김수현 작가가 처음으로 집필하여 1972년 8월 30일부터 방송된 《새 엄마》가 1973년 12월 28일 411회로 막을 내릴 때까지 인기를 누리게 된다. 이렇듯이 1970년대에 MBC 일일 드라마는 엄청난 인기를 구사했다.
그러나 1980년대 초반 MBC 일일 드라마는 낡았다는 비판을 받았으며 이로 인해 시청률이 급감하기 시작하자 결국 1984년 10월 가을 개편이 이루어지면서 《물보라》가 1984년 10월 24일 가을 개편에 따라 MBC 수목 드라마가 편성됨과 동시에 폐지되었다가 1996년 3월 4일 《자반 고등어》라는 현대식 드라마 프로그램으로 새롭게 재개되면서 현재에 이른다. 아울러 1984년 10월까지는 같은 날 1편에서 많게는 무려 5편까지 했기 때문에 이를 구별하기 위해서 아래 서술은 1부터 5까지로 분류하였다. 이 중 5가 1970년대 일일 드라마의 중심이었는데 이 부분이 현재의 MBC 일일 드라마 전신에 해당된다.

## 방송 시간
- 현재 방송 시간은 2021년 6월 21일부터 기준으로 한다.

| 방송 채널 | 방송 기간           | 방송 시간                  | 방송 분량 |
| --------- | ------------------- | -------------------------- | --------- |
| MBC TV    | 1996.3.4~1999.2.26  | 매주 평일 밤 8:25~9:00     | 35분      |
| MBC TV    | 1999.3.1~2006.8.25  | 매주 평일 밤 8:20~8:55     | 35분      |
| MBC TV    | 2006.9.4~2008.2.29  | 매주 평일 저녁 7:45~8:15   | 30분      |
| MBC TV    | 2020.6.29~2020.9.11 | 매주 평일 저녁 7:20~7:55   | 35분      |
| MBC TV    | 2020.9.14~2021.1.1  | 매주 평일 저녁 7:15~7:50   | 35분      |
| MBC TV    | 2008.3.8~2012.8.24  | 매주 평일 밤 8:15~8:55     | 40분      |
| MBC TV    | 2012.9.3~2018.8.24  | 매주 평일 저녁 : 7:15~7:55 | 40분      |
| MBC TV    | 2018.9.18~2019.7.12 | 매주 평일 저녁 6:50~7:30   | 40분      |
| MBC TV    | 2019.7.16~2020.5.29 | 매주 평일 아침 7:50~8:30   | 40분      |
| MBC TV    | 2021.1.4~2021.6.18  | 매주 평일 저녁 7:10~7:50   | 40분      |
| MBC TV    | 2021.6.21~ 현재     | 매주 평일 저녁 7:05~7:40   | 35분      |

## 프로그램 리스트
- 아래 드라마 프로그램들은 2003년 이전에 제작·방송했으며 부득이하게 일부 장면에서 흡연 장면 및 담배 소품이 노출될 수 있으며 시청자 여러분들의 양해를 바랍니다.
- 아래 드라마 프로그램들은 2002년 11월 이후 시청 가능 연령을 표시하는 드라마 등급 제도를 의무적으로 시행하여 현재까지 이어지고 있습니다.
- 2017년 3월 1일부터 TV 프로그램 등급 표시 외에 주제, 폭력성, 선정성, 언어, 모방 위험 등 분류 사유 표시를 의무적으로 시행하고 있습니다.

### 1960년대

#### 일일 드라마 (5) (메인)
- 《사랑하는 갈대》 : 1969.8.11~9.13
- 《언젠가 한번쯤은》 : 1969.9.15~1969.11.1
- 《태평천하》 : 1969.11.3~1969.11.15 (시대극으로 방송)
- 《개구리 남편》 : 1969.11.17~1970.3.13]

### 1970년대

#### 일일 드라마 (1)
- 《집》 : 1970.6.1~1970.9.4
- 《물레방아》 : 1970.9.7~1971.3.14
- 《외갓집》 : 1971.3.15~7.17
- 《장희빈》 : 1971.7.19~1972.1.29 (해당 프로그램부터 일일 연속사극에 포함)
- 《대원군》 : 1972.1.31~10.28
- 《임꺽정》 : 1972.10.30~1973.3.31
- 《민비》 : 1973.4.1~12.28 (해당 프로그램까지 일일 연속사극에 포함)
- 《해바라기》 : 1974.1.7~4.27
- 《민여사》 : 1974.4.29~8.24
- 《황녀》 : 1974.8.26~1975.2.15 (일일 연속사극에 포함)
- 《안녕》 : 1975.2.17~5.17
- 《효자문》 : 1975.5.19~11.1
- 《귀로》 : 1975.11.3~1976.2.28
- 《윤진사댁 며느리》 : 1976.3.1~6.30 (일일 연속사극에 포함)
- 《들장미》 : 1976.7.1~1977.4.3 (1976년 10월 16일까지 방송. 이후 1976년 10월 18일부터 주간 연속극으로 변경)

#### 일일 드라마 (2)
- 《아버지》 : 1971.3.1~1971.10.3
- 《학부인》 : 1971.10.4~1972.2.19
- 《갈대의 노래》 : 1972.2.21~6.21
- 《아다다》 : 1972.6.22~12.3 (소설 《백치 아다다》 각색)
- 《일편단심》 : 1972.12.4~1973.2.16 (일일 연속사극에 포함)
- 《한백년》 : 1973.2.17~1974.3.31 (시대극으로 방영)
- 《성춘향》 : 1974.4.1~5.26 (고전 소설 《춘향전》 각색, 일일 연속사극에 포함)
- 《복녀》 : 1974.5.27~10.27 (일일 연속사극에 포함)
- 《갈대》 : 1974.10.28~1975.5.31
- 《밀물》 : 1975.6.1~1975.9.20
- 《집념》 : 1975.9.22~1976.4.11 (해당 프로그램부터 일일 연속사극에 포함)
- 《예성강》 : 1976.4.12~1976.6.12
- 《사미인곡》 : 1976.6.14~10.17
- 《거상 임상옥》 : 1976.10.18~1977.1.29
- 《정화》 : 1977.1.31~8.27
- 《타국》 : 1977.8.29~12.17
- 《옥녀》 : 1977.12.19~1978.5.27
- 《정부인》 : 1978.5.29~9.17
- 《연지》 : 1978.9.18~1979.5.6
- 《소망》 : 1979.5.7~9.9
- 《안국동 아씨》 : 1979.9.10~1980.3.29

#### 일일 드라마 (3)
- 《선생님》 : 1972.10.1~12.31
- 《시댁》 : 1973.1.1~7.3
- 《여심》 : 1973.7.4~10.6 (시대극으로 방영)

#### 일일 드라마 (4)
- 《빨간 능금이 열릴때까지》 : 1977. 10.31~1978.1.29
- 《남풍》 : 1978.1.30~1978.4.8
- 《주인》 : 1978.4.10~1978.7.8

#### 일일 드라마 (5) (메인)
- 《강변 살자》 : 1970.3.14.~ 1970.5.31
- 《사랑과 슬픔의 강》 : 1970.6.1일 ~ 1970.8.10 (시대극으로 방영)
- 《어명》 : 1970.8.11일 ~ 1970.10.24 (일일 연속사극에 포함)
- 《박마리아》 : 1970.10.26일 ~ 1970.11.29 (시대극으로 방영)
- 《길》 : 1970.11.30~1971.3.12
- 《정》 : 1971.3.14~1971.10.26
- 《행복》 : 1971.10.27~1972.4.18
- 《기러기》 : 1972.4.19~1972.8.29
- 《새엄마》 : 1972.8.30~1973.12.31
- 《강남가족》 : 1974.1.1~6.17
- 《수선화》 : 1974.6.19~12.31
- 《양반》 : 1975.1.1~5.31 (일일 연속사극에 포함)
- 《신부일기》 :  1975.6.1~1976.2.29
- 《내일이면》 : 1976.3.1~5.22
- 《여고 동창생》 : 1976.5.24~12.12
- 《꽃사슴》 : 1976.12.13~1977.4.30
- 《당신》 : 1977.5.1~1978.6.3
- 《미소》 : 1978.6.5~1978.10.14
- 《행복을 팝니다》 : 1978.10.16~1979.5.5
- 《하얀 민들레》 : 1979.5.7~1979.9.15
- 《당신은 누구시길래》 : 1979.9.17~1980.3.1

#### 일일 시추에이션 드라마
- 《왈순아지매》 : 1971.3.1~1971.5.23
- 《알뜰가족》 : 1978.10.16~1982.2.28 (일일 캠페인 드라마로 방송)
- 《시장사람들》 : 1982.3.1~1983.10.17
- 《전설야화》 : 1982.10.18~1983.3.22 (매주 한 테마씩 엮음)
- 《갈채》 : 1983.10.31~1984.1. 27
- 《애처일기》 : 1984.1.30~1985.4.27 (일일 캠페인 드라마로 방송)

### 1980년대

#### 일일 드라마 (2)
- 《고운님 여의옵고》 : 1980.3.31~8.31
- 《간양록》 : 1980.9.1~12.26
- 《교동 마님》 : 1981.1.5~9.13
- 《새아씨》 : 1981.9.14~1982.7.17 (해당 프로그램까지 일일 연속사극에 포함)
- 《어머니》 : 1982.7.19~10.16

#### 일일 드라마 (5) (메인)
- 《나리집》 : 1981.1.5~9.12
- 《사랑합시다》 : 1981년 9월 14일 ~ 1982.6.24
- 《친구야 친구》 : 1982.6.28~10.17
- 《어제, 그리고 내일》 : 1982.10.18~1983.3.24
- 《다녀왔읍니다》 : 1983.3.28~8.28
- 《간난이》 : 1983.8.29~1984.4.29
- 《그리워》 : 1984.4.30~8.5
- 《물보라》 : 1984.8.6~10.19 (198.10.24~12.27 - MBC 수목 드라마로 방송)

### 1990년대

#### 일일 드라마 (5) (메인)
- 《자반고등어》 : 1996.3.4~11.8
- 《서울 하늘 아래》 : 1996.11.9~12.31
- 《욕망》 : 1997.1.1~1997.2.28
- 《세 번째 남자》 : 1997.3.3~1997.8.29
- 《방울이》 : 1997.9.1~1998.2.27
- 《보고 또 보고》 : 1998.3.2~1999년.4.2
- 《하나뿐인 당신》 : 1999.4.5~1999.10.8
- 《날마다 행복해》 : 1999.10.11~2000.4.21

### 2000년대

#### 일일 드라마 (5) (메인)
- 《당신 때문에》 : 2000.4.24~2000.10.13
- 《온달 왕자들》 : 2000.10.16~2001.4.20
- 《결혼의 법칙》 : 2001.4.23~2001.11.2
- 《매일 그대와》 : 2001.11.5~2002.5.30
- 《인어 아가씨》 : 2002.6.24~2003.6.27
- 《백조의 호수》 : 2003.6.30~2003.11.7
- 《귀여운 여인》 : 2003.11.10~2004.6.4
- 《왕꽃 선녀님》 : 2004.6.7~2005.2.11
- 《굳세어라 금순아》 : 2005.2.14~2005.9.30
- 《맨발의 청춘》 : 2005.10.3~2005.12.30
- 《사랑은 아무도 못말려》 : 2006.1.2~2006.6.30
- 《얼마나 좋길래》 : 2006.7.3~2006.12.29
- 《나쁜여자 착한여자》 : 2007.1.1~ 2007.7.13
- 《아현동 마님》 : 2007.7.16~2008.5.9
- 《춘자네 경사났네》 : 2008.5.12~2008.11.14
- 《사랑해, 울지마》 : 2008.11.17~2009.5.22
- 《밥 줘》 : 2009.5.25~2009.10.23
- 《살맛 납니다》 : 2009.10.26~2010.4.30

### 2010년대

#### 일일 드라마 (5) (메인)
- 《황금물고기》 : 2010년 5월 3일~2010년 11월 12일
- 《폭풍의 연인》 : 2010년 11월 15일~2011년 2월 25일
- 《남자를 믿었네》 : 2011년 2월 28일~2011년 6월 3일
- 《불굴의 며느리》 : 2011년 6월 6일~2011년 11월 18일
- 《오늘만 같아라》 : 2011년 11월 21일~2012년 5월 18일
- 《그대 없인 못살아》 : 2012년 5월 28일~2012년 11월 16일
- 《오자룡이 간다》 : 2012년 11월 19일~2013년 5월 17일
- 《오로라 공주》 : 2013년 5월 20일~2013년 12월 20일
- 《빛나는 로맨스》 : 2013년 12월 23일~2014년 6월 20일
- 《소원을 말해봐》 :2014년 6월 23일~2015년 1월 2일
- 《불굴의 차여사》 : 2015년 1월 5일~2015년 6월 12일
- 《위대한 조강지처》 : 2015년 6월 15일~2015년 12월 4일
- 《최고의 연인》 : 2015년 12월 7일~2016년 12월 20일
- 《다시 시작해》 : 2016년 5월 23일~2016년 11월 18일
- 《행복을 주는 사람》 : 2016년 11월 21일~2017년 5월 12일
- 《돌아온 복단지》 : 2017년 5월 15일~2017년 11월 24일
- 《전생에 웬수들》 : 2017년 11월 27일~2018년 6월 1일
- 《비밀과 거짓말》 : 2018년 6월 25일~2019년 1월 11일 (해당 프로그램부터 일일 드라마로 방송)
- 《용왕님 보우하사》 : 2019년 1월 14일~2019년 7월 12일
- 《모두 다 쿵따리》 : 2019년 7월 16일~2019년 11월 29일
- 《나쁜 사랑》 : 2019년 12월 2일~2020년 5월 29일

### 2020년대

#### 일일 드라마 (5) (메인)
- 《찬란한 내 인생》 : 2020년 6월 29일 2021년 1월 8일
- 《밥이 되어라》 : 2021년 1월 11일 2021년 7월 2일
- 《두 번째 남편》 : 2021년 8월 9일 2022년 4월 5일
- 《비밀의 집》 : 2022년 4월 11일 2022년 10월 7일
- 《마녀의 게임》 : 2022년 10월 10일 2023년 4월 14일
- 《하늘의 인연》 : 2023년 4월 17일 2023년 10월 20일
- 《세 번째 결혼》 : 2023년 10월 23일 2024년 5월 3일
- 《용감무쌍 용수정》 : 2024년 5월 6일 2024년 11월 15일
- 《친절한 선주씨》 : 2024년 11월 18일 2025년 5월 30일
- 《태양을 삼킨 여자》 : 2025년 6월 9일~12월 12일 끝으로 폐지

## 경쟁 프로그램
- KBS 1TV 일일 드라마
- KBS 2TV 일일 드라마
- SBS 일일 드라마(폐지)
- JTBC 일일 드라마(폐지)

## 같이 보기
| MBC TV 월요일 ~ 수요일, 금요일 프로그램 |              |                |
| 이전                                    | 일일 드라마  | 다음           |
| 오늘N                                   | 일일 드라마  | MBC 뉴스데스크 |
| 오후 6시 5분                            | 오후 7시 5분 | 오후 7시 40분  |
|                                         |              |                |

| MBC TV 목요일 프로그램 |               |                |
| 이전                   | 일일 드라마   | 다음           |
| 생방송 연금복권 720+   | 일일 드라마   | MBC 뉴스데스크 |
| 오후 7시 5분           | 오후 7시 10분 | 오후 7시 40분  |
|                        |               |                |